# キタアカシジミ
キタアカシジミ（北赤小灰蝶、Japonica onoi）は、チョウ目（鱗翅目）シジミチョウ科ミドリシジミ亜科に属するチョウの一種。別名カシワアカシジミ。

## 概要
長い間アカシジミの亜種Japonica lutea onoiとして扱われていたが、1991年に猪又敏雄の研究によって別種とされた。種小名は帯広畜産大学教授の小野泱にちなむ。形態的な違いとしては、翅の地色がアカシジミに比して薄く、コントラストがうすくなることや翅裏の白線がぼやけるといった点があるが、斑紋からは識別が困難な個体も存在するため、交尾器による同定がもっとも確実である。
アカシジミはクヌギやコナラを食草とするが、本種はカシワを好む。産卵時に枝の細かい毛を擦り付けて目立たなくする点は同じだが、アカシジミが1卵ずつ産むのに対し、本種は卵塊を形成するため、前者よりは見つけやすい。また、終齢幼虫は気門が赤くなることが多い。

## ミナミアカシジミ
広島県冠高原亜種Japonica onoi mizobeiは本種の亜種とされているが、研究者によってはミナミアカシジミとして別種記載する場合がある。翅の模様・色合いのほか、生殖器構造が北海道亜種J. o. onoiともアカシジミとも違う。

## 分布
北海道亜種Japonica onoi onoiは北海道全土・東北地方北部の内陸部にかけて分布する。
冠高原亜種Japonica onoi mizobeiは冠高原周辺の中国山地。
国外では中国大陸および朝鮮半島。

## 保全状況評価
キタアカシジミ北海道亜種Japonica onoi onoi（Murayama）
- 絶滅危惧II類 (VU)（環境省レッドリスト）

キタアカシジミ冠高原亜種（ミナミアカシジミ）Japonica onoi mizobei（Saigusa）
- 絶滅危惧IA類 (CR)（環境省レッドリスト）